# Philistin (langue)
Le philistin est une langue éteinte autrefois parlée par les Philistins. On sait très peu de choses sur la langue, dont une poignée de mots ont survécu comme emprunts culturels en hébreu biblique, décrivant spécifiquement les institutions philistines, comme les seranim, les « seigneurs » des cinq villes philistines (« Pentapole ») ou le « réceptacle argáz », qui se trouve dans 1 Samuel 6 et nulle part ailleurs, ou le titre « padi ».

## Classification
À en juger par les seules inscriptions, il se pourrait que le philistin fasse simplement partie du continuum dialectal cananéen local,. Par exemple, l' inscription royale dédicatoire d'Éqron, identifiant le site archéologique en toute sécurité comme étant l'Ekron biblique, est le premier corps de texte connecté à être identifié comme philistin, sur la base de son emplacement. Cependant, il est écrit dans un dialecte cananéen semblable au phénicien.
Il n'y a pas assez d'informations sur la langue des Philistins pour la relier avec confiance à d'autres langue s: les relations possibles avec les langues indo-européennes, même le grec mycénien, soutiennent la théorie selon laquelle les Philistins immigrés sont originaires de « peuples de la mer ». Il y a des indices de vocabulaire non sémitique et d' onomastique, mais les inscriptions, non clarifiées par certaines contrefaçons modernes sont énigmatiques : un certain nombre de « sceaux d'ancrage » miniatures inscrits ont été trouvés sur divers sites philistins. D'autre part, les preuves du corpus élancé de brèves inscriptions de l'âge du fer IIA-IIB Tell es-Safi (inscription Tell es-Safi) démontrent qu'à un moment donné de l' âge du fer local, les Philistins ont commencé à utiliser l'un de ces dialectes (phéniciens ou hébreux) de la langue et de l'écriture cananéennes locales qui avec le temps masquèrent et remplacèrent les anciennes traditions linguistiques non locales, qui se réduisirent sans doute à un substrat linguistique, car elles cessèrent d'être enregistrées en les inscriptions. Vers la fin de la colonie philistine dans la région, aux VIIIe et VIIe siècles av. J.-C., la langue écrite principale en Philistie était un dialecte cananéen qui a été écrit dans une version de l'alphabet sémitique occidental si distinctif que Frank Moore Cross l'a appelé le " Script néo-philistin ". Les guerres et occupations assyriennes et babyloniennes ont détruit la présence philistine sur la côte. Quand la documentation reprend, sous l'impérium persan, c'est en langue araméenne, la lingua franca de l'empire.

### Le philistin comme langue indo-européenne

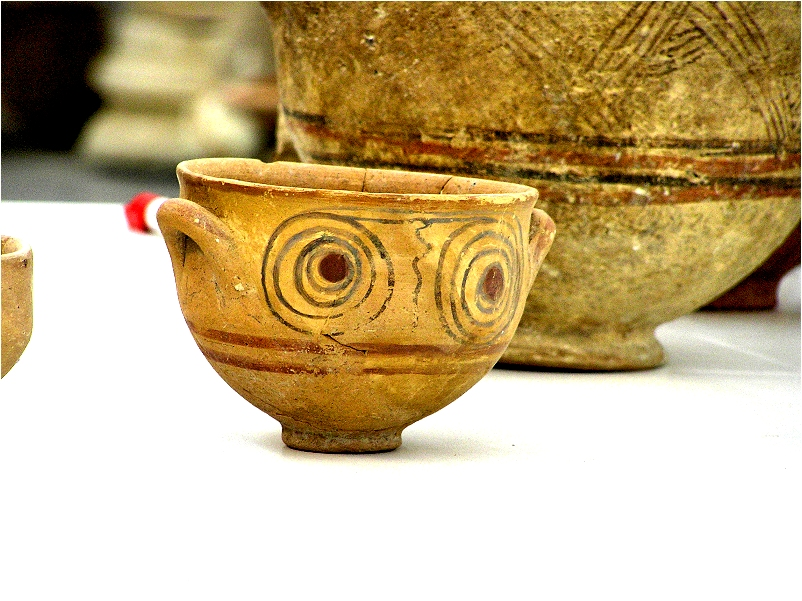
Poterie bichrome philistine

Il y a quelques éléments limités en faveur de la suggestion que les Philistins parlaient à l'origine une langue indo-européenne, ce qui aiderait à expliquer l'origine grecque égéenne des styles de poterie philistins et des motifs décoratifs, en particulier les articles philistins bichromes. Un certain nombre de mots liés aux Philistins trouvés dans la Bible hébraïque ne sont pas sémitiques et peuvent dans certains cas, avec des réserves, être attribués à des racines proto-indo-européennes. Par exemple, R.D. Barnett a tracé le mot philistin pour capitaine, seren qui peut être lié aux sarawanas / tarawanas néo-hittites ou au mot grec tyrannos (lui-même peut-être emprunté à l'une des langues d'Anatolie occidentale),,,,, et Edward Sapir fait un cas pour kōbá, "casque", utilisé du casque de cuivre de Goliath ( ). Certains noms philistins, tels que Goliath, Achish et Phicol, semblent être d'origine non sémitique et des étymologies indo-européennes ont été suggérées. Récemment, une rencontre d'inscription à la fin du 10e / début du IXe siècle av. J.-C. avec deux noms, très semblables à l' une des étymologies proposées du Goliath nom Philistin populaire (comparer Lydian Alyatte grec Kalliades, Carie Wljat) a été trouvé dans la fouille à Tell es-Safi / Gath.
Cependant, ces données sont insuffisantes pour affirmer l'hypothèse que le philistin était une langue indo-européenne et non pas chamito-sémitique comme les autres langues du Levant/Proche-Orient.